# Monobob

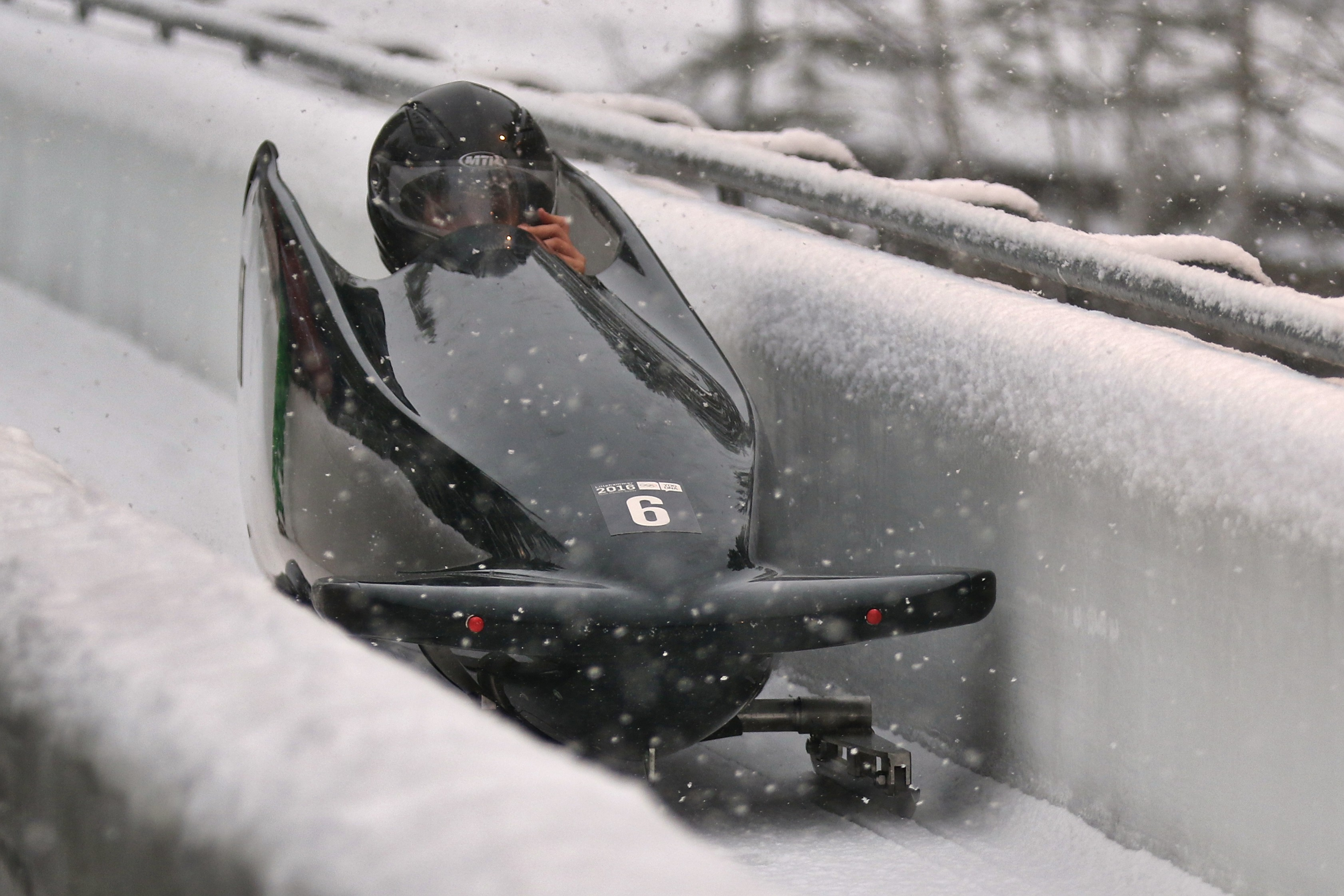
Monobob bei den Olympischen Jugend-Winterspielen 2016

Monobob ist eine Disziplin des Bobsports, bei der die Athleten in dem gleichnamigen, für eine Person ausgelegten Sportgerät eine Bobbahn befahren. Anders als in anderen Bobdisziplinen ist der Pilot beim Monobob allein verantwortlich für die Beschleunigung des Bobs am Start, für das Lenken und für das Bremsen.
Ausgehend von St. Moritz gewann Monobob in den 2010er-Jahren an internationaler Reichweite. Seit 2022 gehört die Disziplin für Frauen zum Programm der Olympischen Winterspiele. Bei Jugend-Winterspielen fahren Nachwuchsathleten beider Geschlechter seit 2016 um Monobob-Medaillen. Zudem werden Monobobs im Para-Bob, der Behindertensportvariante des Bobsports, eingesetzt. Kennzeichnend für Monobob-Wettkämpfe ist – anders als bei anderen Bobsportdisziplinen – die Verwendung von einheitlichen Rennschlitten. Der schnelle Aufstieg von Monobob zur olympischen Disziplin wurde kontrovers diskutiert.

## Historische Entwicklung

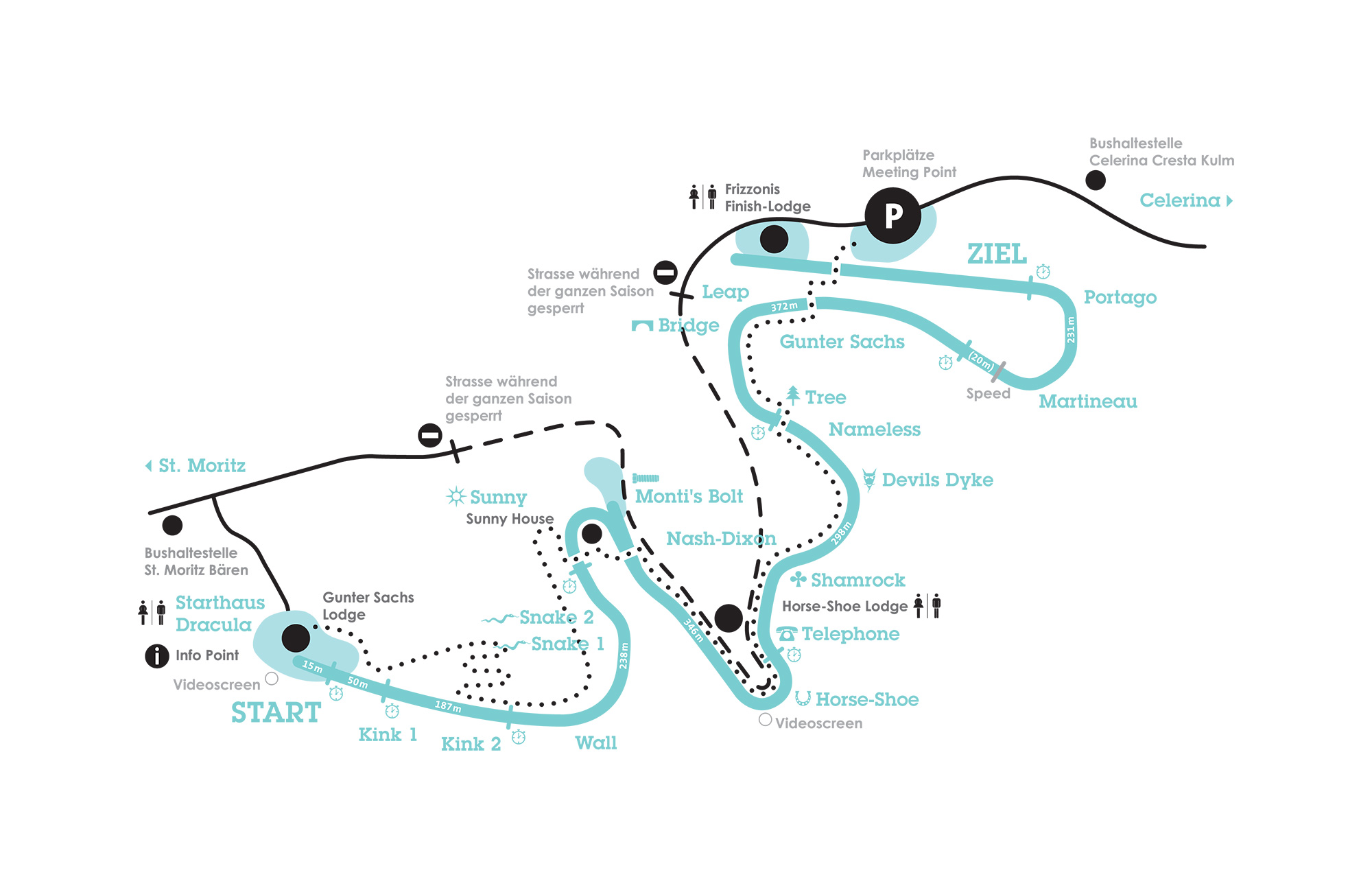
Streckenplan des Olympia Bob Runs St. Moritz–Celerina

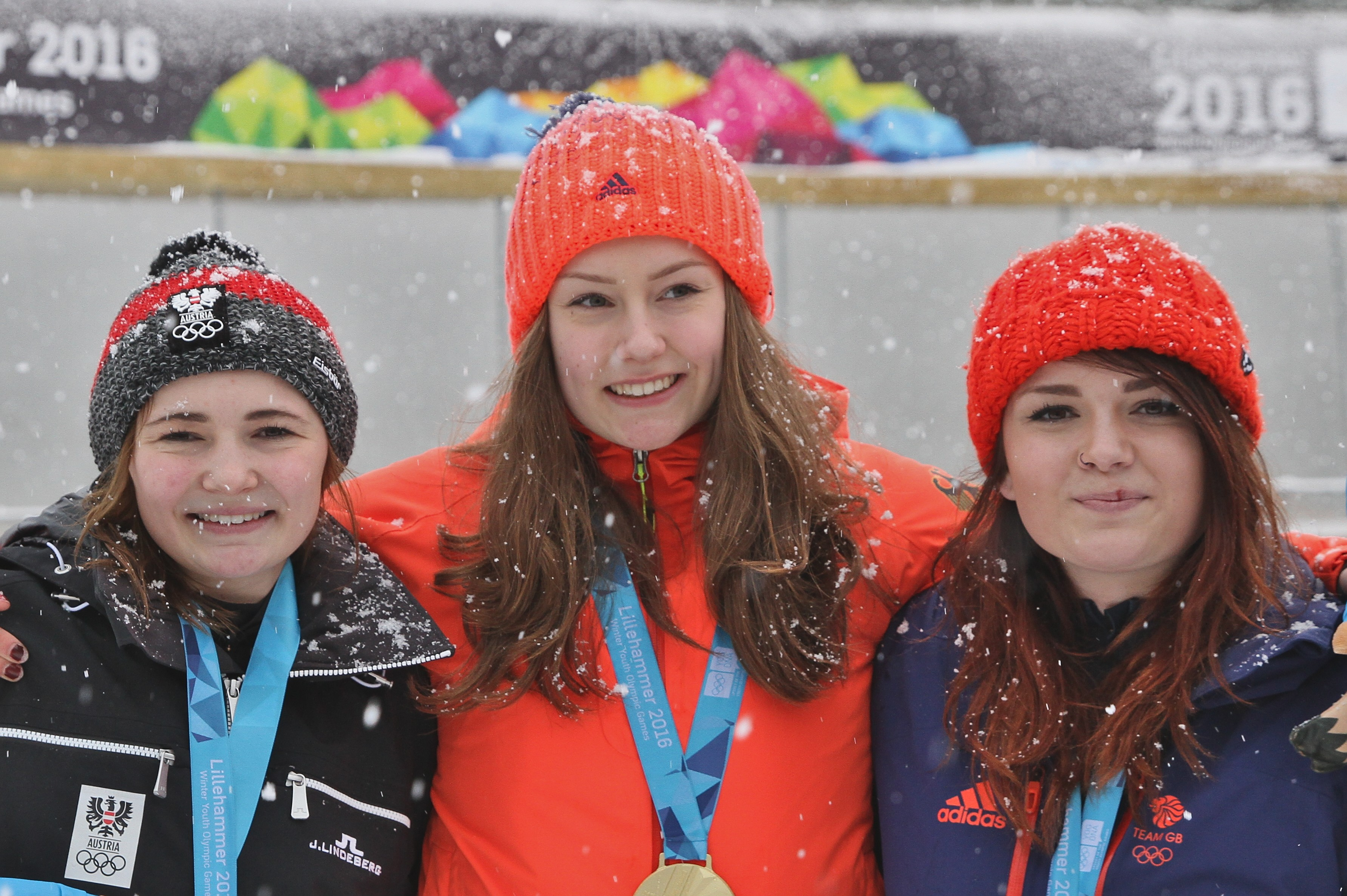
Monobob-Medaillengewinnerinnen der Jugend-Winterspiele 2016: Mercedes Schulte, Laura Nolte, Kelsea Purchall (v. l. n. r.)

Über das 20. Jahrhundert hinweg gab es unterschiedliche, langfristig erfolglose Ansätze, neben den seit 1924 beziehungsweise 1932 etablierten olympischen Bob-Disziplinen Viererbob und Zweierbob eine Variante des Bobsports zu schaffen, bei der lediglich eine Person in dem Rennschlitten sitzt. Der Ansatz, aus dem sich später die olympische Disziplin entwickelte, geht – gemäß der Darstellung des in St. Moritz angesiedelten International Monobob Clubs (IMBC) – auf den Konstrukteur Renzo Podar zurück: Seinen 2005 entwickelten Einer-Schlitten übergab Podar dem Olympia Bob Run St. Moritz–Celerina, wo in der zweiten Hälfte der 2000er-Jahre eine Gruppe interessierter Bobpiloten und weiterer Fürsprecher um den Künstler Rolf Sachs Erfahrungen mit dem Gerät sammelte, den IMBC gründete und sich für die stärkere Verbreitung des Monobobs einsetzte. Ab 2010 wurden in St. Moritz Monobob-Wettkämpfe ausgetragen. Der Schweizer Bobverband Swiss Sliding organisierte in Zusammenarbeit mit dem Uhrenhersteller Omega als Sponsor ab 2011 eine Rennserie.
In den 2010er-Jahren gewann der Monobob an Popularität als Schulungs- und Einsteigergerät. Vor allem im Nachwuchsbereich wurde er als leichtere und langsamere Alternative zum Zweier- und Viererbob eingesetzt, um junge Bobpiloten an den Sport heranzuführen. Als Ersatz für den 2012 gefahrenen Zweierbob erhielt Monobob einen Platz im Programm der Olympischen Jugend-Winterspiele 2016. Mit Blick auf dieses Großereignis nahm sich der Weltverband IBSF (International Bobsleigh & Skeleton Federation) verstärkt der Sportart an. Um – anders als bei den klassischen, stark materialabhängigen Bobdisziplinen – den Athleten möglichst gleiche Voraussetzungen zu gewähren, bestellte der Verband (nach einer internationalen Ausschreibung) standardisierte Rennschlitten bei dem Hersteller SwissBob. Zum Ausgleich dennoch vorhandener etwaiger Materialunterschiede tauschten bei den olympischen Jugend-Bob-Wettbewerben die Führenden nach dem ersten von zwei Läufen die Sportgeräte mit den Letztplatzierten. Die Monobob-Goldmedaillen der Jugend-Winterspiele von Lillehammer gewannen die Deutschen Jonas Jannusch und Laura Nolte.
Im Juli 2018 entschied der Vorstand des Internationalen Olympischen Komitees (IOK) auf Vorschlag der IBSF, Frauen-Monobob in das Programm der Olympischen Winterspiele 2022 aufzunehmen. Damit wurde die Zahl der Frauen-Wettbewerbe (bis 2018 ausschließlich Zweierbob) auf zwei erhöht und an die Zahl der Männer-Wettbewerbe (Zweier- und Viererbob) angepasst. Um dieses Gleichgewicht zu wahren, fand Männer-Monobob keine Berücksichtigung im olympischen Zeitplan. Weitere IBSF-Vorschläge für olympische Disziplinen – wie zum Beispiel Frauen-Viererbob – wurden abgelehnt. Infolge des IOK-Beschlusses organisierte der Bob-Weltverband in der Saison 2018/19 die ersten internationalen Monobob-Rennen für Frauen außerhalb des Nachwuchsbereiches: Beide Premierenwettkämpfe am 4. und 5. November 2018 in Lillehammer entschied die Australierin Breeana Walker für sich. Wie bei den Jugendrennen stellte der Verband die Geräte für alle zwölf Teilnehmerinnen. Die zunächst nur lose stattfindenden Wettbewerbe ohne eigene Gesamtwertung wurden im Winter 2020/21 als Frauen-Monobob-Weltserie zusammengefasst. Die einzelnen Rennen dieser Weltserie fanden parallel – in der gleichen Woche am gleichen Ort – zu anderen IBSF-Wettkampfreihen statt, am 12. Dezember 2020 in Innsbruck-Igls zum ersten Mal im Rahmen des erstklassigen Bob-Weltcups. Bei den Weltmeisterschaften 2021 gehörte Frauen-Monobob ebenfalls zum Programm, erste Weltmeisterin wurde Kaillie Humphries, die ein Jahr später auch bei der Olympiapremiere der Disziplin mit dem klaren Vorsprung von anderthalb Sekunden siegte.

## Reglement und Material

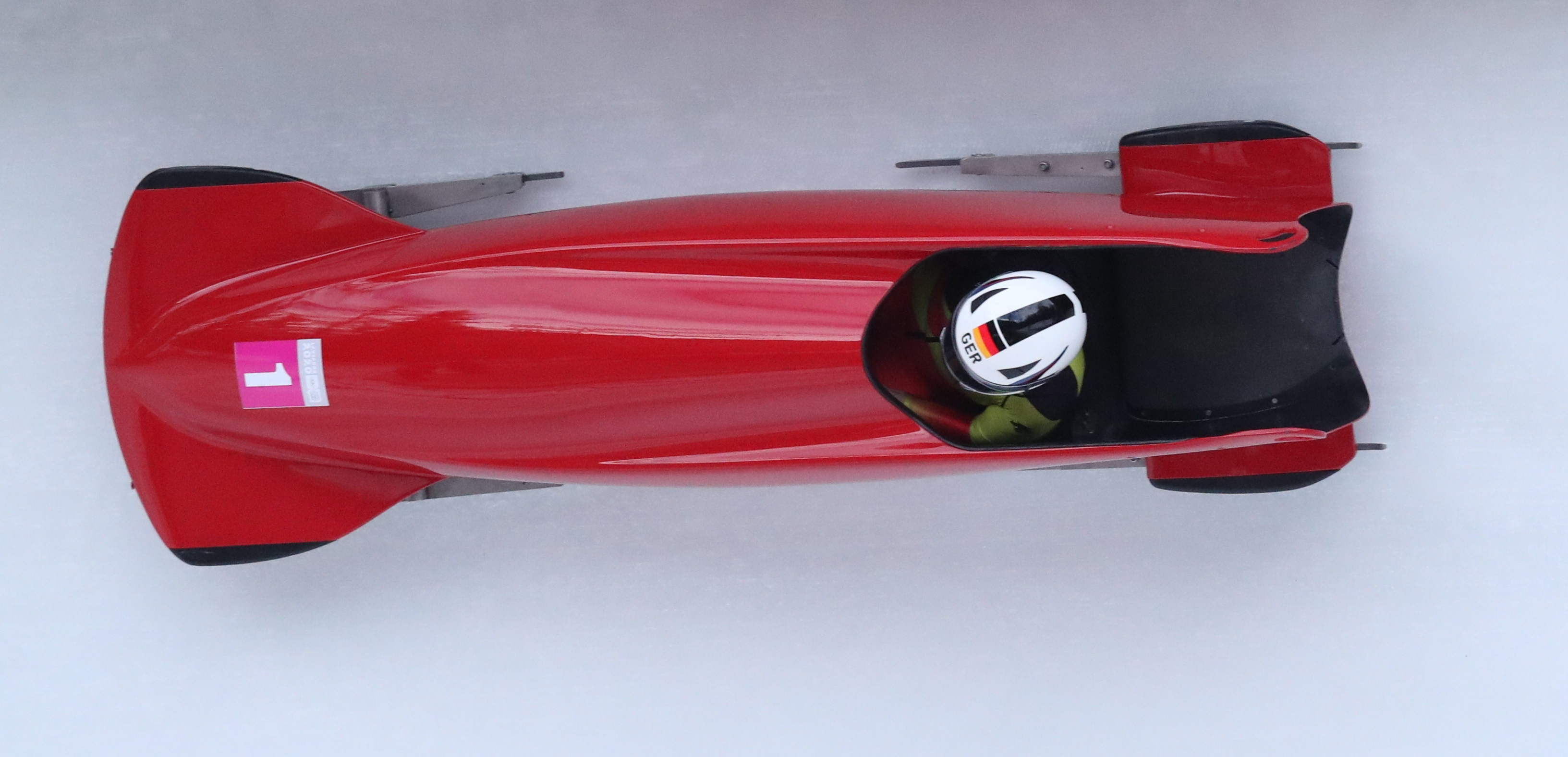
Bei den Olympischen Jugend-Winterspielen 2020 verwendeter Monobob

Die International Bobsleigh & Skeleton Federation (IBSF) sieht unterschiedliche Bestimmungen für den Frauen-Monobob und den Jugend-Monobob vor, wobei das Regelwerk der Frauen im Oktober 2020 vor dem Start der erstmals ausgetragenen Weltserie angepasst wurde. Die Vorschriften ergänzen jeweils das übergeordnete Internationale Bob-Reglement, das unter anderem die Altersgrenzen absteckt: Für Jugend-Veranstaltungen gilt ein Mindestalter von 13 Jahren, für Rennen im Erwachsenenbereich müssen die Starter mindestens 15 Jahre alt sein. Alle unter 18-jährigen Sportler benötigen die Genehmigung eines Sorgeberechtigten.
Die Monobobs der Frauen werden seit der Saison 2020/21 von der in München ansässigen iXent GmbH hergestellt. Nur die von diesem Hersteller entwickelten standardisierten Geräte sind bei von der IBSF organisierten Frauen-Wettkämpfen zugelassen. Von den zuvor genutzten Schlitten unterscheiden sich die ab 2020 verwendeten Monobobs unter anderem dadurch, dass die Schlitten nicht mehr starr sind, sondern wie Zweierbobs aus beweglichen Vorder- und Hinterteilen bestehen. Anders als bei den Jugendwettbewerben gibt es keinen gemeinsamen Materialpool, aus dem die Sportgeräte zufällig an die Athleten verteilt werden. Stattdessen kaufen oder leasen die Mitgliedsverbände die nach Medienberichten 22.000 Euro teuren Schlitten beim Hersteller. Mit wenigen Ausnahmen (erlaubt ist zum Beispiel die Verwendung eigener Lenkseile) müssen auch Ersatzteile aus der Produktion von iXent stammen.
Ein Monobob ist 280 cm lang, wiegt ohne Athlet 163 kg und darf ein Maximalgewicht von 248 kg (bei einer Frau als Pilotin) beziehungsweise von etwa 260 kg (bei einem Mann als Fahrer) erreichen. Er ist damit um etwa 40 cm kürzer und ohne Besatzung 3–8 kg leichter als ein Zweierbob. Monobobs erreichen in der Spitze Geschwindigkeiten von 130 km/h und sind nach Einschätzung der Zweierbob-Olympiasiegerin Mariama Jamanka wegen des geringeren Gewichts um 9 km/h langsamer als die Schlitten für zwei Fahrerinnen. Lisa Buckwitz erklärte 2018, im Monobob ein „ganz anderes Fahrverhalten als im Zweier“ zu empfinden, was sie auf den unterschiedlichen Schwerpunkt der Geräte zurückführte, während Laura Nolte 2020 von einem ähnlichen Fahrverhalten sprach, der Monobob rutsche lediglich „oben [in der Bahn] etwas mehr herum“.

## Para-Monobob
Monobobs sind die Standardschlitten bei Wettkämpfen im Para-Bob für körperlich eingeschränkte Bobfahrer. Die ersten Para-Monobobs wurden Anfang der 2010er-Jahre von Renzo Podar und Fritz Burkard entwickelt, seit März 2013 organisiert die IBSF internationale Wettkämpfe in dieser Disziplin. Im Winter 2014/15 wurde der erste Para-Bob-Weltcup ausgetragen, 2016 fanden die ersten Weltmeisterschaften statt. Die IBSF unterscheidet zwei Startklassen, die jeweils geschlechtergemischt gefahren werden: Para Bob sitzend (PB) sowie Para Bob mit Anschub (PBP). Bei PB-Wettkämpfen wird der Monobob von einer mechanischen Startvorrichtung angeschoben. Die 2014 von SwissBob entwickelten Monobobs konnten durch das Hinzufügen eines Para-Kits – einer wie ein Überrollbügel wirkenden und vor Verletzungen schützenden „Fischflosse“ – innerhalb weniger Minuten in einen Para-Monobob umgewandelt werden.

## Einschätzungen und Kritik

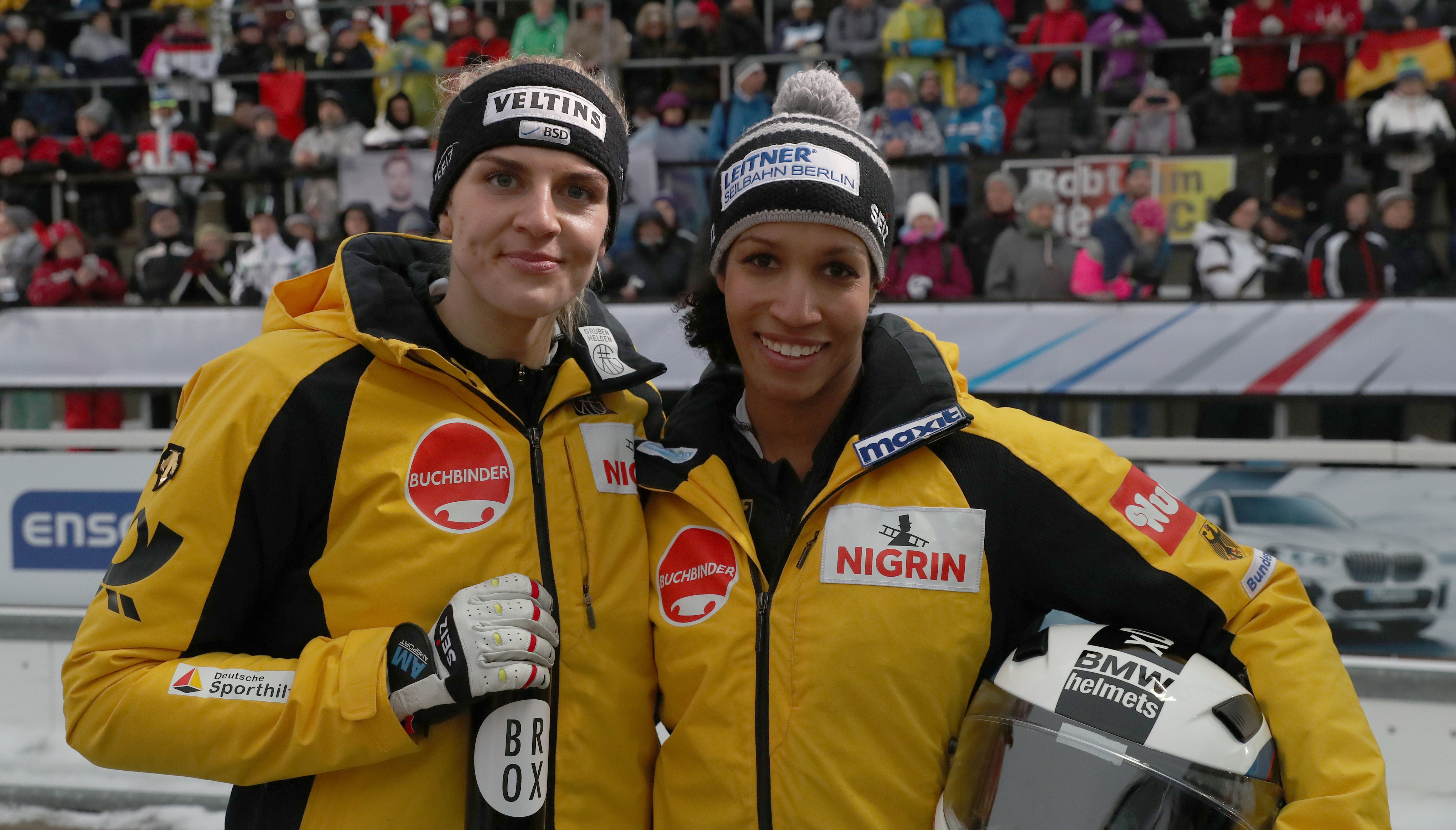
Annika Drazek und Mariama Jamanka äußerten sich kritisch bezüglich der Einführung des Frauen-Monobobs.

In den frühen 2010er-Jahren sahen verschiedene Beobachter – sowohl Medien als auch Bobpiloten – den Monobob als gute Möglichkeit, Jugendliche frühzeitig an den Bobsport heranzuführen. Das Prinzip, auf möglichst gleichwertiges Material zu setzen, stieß bei den Jugend-Winterspielen 2016 auf positives Echo bei den Teilnehmern: Die drittplatzierte Kelsea Purchall sprach von einem „wirklich fairen Prozess“, der Jugend-Olympiasieger Jonas Jannusch lobte die dahinterstehende Idee, die Siegchancen auf mehr Sportler als nur auf die mit der besten Ausstattung zu verteilen.
Mit der Aufnahme des Frauen-Monobobs in das Programm der Olympischen Winterspiele mehrte sich die Kritik unter anderem an der als überstürzt wahrgenommenen Entwicklung. Die Zweierbob-Olympiasiegerin Mariama Jamanka sah keinen sportlichen Sinn darin, „[e]ine Disziplin innerhalb eines Olympiazyklus komplett neu aus dem Boden zu stampfen“ und hinterfragte das zu erwartende Leistungsniveau. Jamanka äußerte sich in mehreren Interviews allgemein skeptisch gegenüber dem Monobob und begründete ihre Abneigung unter anderem damit, dass der Charakter des Bobsports als Teamsportart verloren gehe, wenn man allein im Schlitten sitze. Zudem sei der Monobob als Anfängergerät weit weniger spektakulär als der Viererbob (den sie als olympische Frauendisziplin bevorzugt hätte) und daher ein „Schritt in die falsche Richtung“. Andere im Zweierbob erfolgreiche Sportlerinnen wie Katrin Beierl und Annika Drazek brachten ähnliche Kritikpunkte an. Die US-Amerikanerinnen Elana Meyers Taylor und Kaillie Humphries, die sich beide ebenfalls für den Frauen-Viererbob starkgemacht hatten, äußerten sich im Sommer 2020 positiv über die Aufnahme des Frauen-Monobobs ins WM-Programm. Humphries sprach von einer neuen motivierenden Herausforderung und hob die Gleichstellung mit den Männern bezogen auf die Zahl der Wettbewerbe hervor. Der IBSF-Präsident Ivo Ferriani vertrat ebenfalls die Position, es sei besonders wichtig für die Förderung der weiblichen Athleten, in einer zweiten Disziplin antreten zu können.